# Cantone di Fère-Champenoise
Il Cantone di Fère-Champenoise era una divisione amministrativa dell'arrondissement di Épernay.
È stato soppresso a seguito della riforma complessiva dei cantoni del 2014, che è entrata in vigore con le elezioni dipartimentali del 2015.
Comprendeva i comuni di:
- Angluzelles-et-Courcelles
- Bannes
- Broussy-le-Grand
- Connantray-Vaurefroy
- Connantre
- Corroy
- Courcemain
- Euvy
- Faux-Fresnay
- Fère-Champenoise
- Gourgançon
- Haussimont
- Lenharrée
- Marigny
- Montépreux
- Ognes
- Thaas
- Vassimont-et-Chapelaine